# Leiodes ruficollis
Leiodes ruficollis är en skalbaggsart som först beskrevs av J. Sahlberg 1898.  Leiodes ruficollis ingår i släktet Liodes, och familjen mycelbaggar. Arten är reproducerande i Sverige.